# Harpactea saeva
Harpactea saeva este o specie de păianjeni din genul Harpactea, familia Dysderidae. A fost descrisă pentru prima dată de Herman, 1879. Conform Catalogue of Life specia Harpactea saeva nu are subspecii cunoscute.